# Escuelas Públicas de Las Cruces
Las Escuelas Públicas de Las Cruces(Distrito Escolar Núm. 2 de Las Cruces,inglés: Las Cruces Public Schools) es un distrito escolar de Nuevo México. Tiene su sede en Las Cruces.El consejo escolar del distrito tiene un presidente, un vicepresidente y tres miembros.

## Escuelas

Las Cruces High School

Escuelas preparatorias:
- Centennial
- Early College High School
- Las Cruces
- Mayfield
- Mesilla Valley Training Center
- Oñate
- San Andrés